# San Sebastián Huehuetenango
San Sebastián Huehuetenango est une ville du Guatemala dans le département de Huehuetenango.